# Rəhman Hacıyev
Rəhman Xudayət oğlu Hacıyev (ur. 25 lipca 1993 w Tovuzie) – azerski piłkarz grający na pozycji lewego pomocnika. Od 2020 jest piłkarzem klubu Keşlə Baku, do którego jest wypożyczony z Neftçi PFK.

## Kariera klubowa
Swoją karierę piłkarską Hacıyev rozpoczął w klubie Bakı FK. W 2008 roku awansował do kadry pierwszego zespołu i w sezonie 2008/2009 zadebiutował w jego barwach w azerskiej Premyer Liqası. W debiutanckim sezonie wywalczył mistrzostwo Azerbejdżanu. W sezonie 2009/2010 zdobył z Bakı FK Puchar Azerbejdżanu. Jesienią 2010 był wypożyczony do tureckiego klubu Altay SK, jednak nie zaliczył w nim debiutu w 1. Lig. Wiosną wrócił do Bakı FK i w sezonie 2011/2012 zdobył z nim krajowy puchar.
Na początku 2014 roku Hacıyev odszedł do Sumqayıtu FK. Swój debiut w nim zaliczył 2 lutego 2014 w przegranym 0:3 domowym meczu z Qəbələ FK. Zawodnikiem Sumqayıtu był przez pół roku.
Latem 2014 Hacıyev ponownie zmienił klub i przeszedł do tureckiego Gaziantep BB. Swój debiut w nim zanotował 31 sierpnia 2014 w zremisowanym 1:1 domowym meczu z Bolusporem.
W styczniu 2015 Hacıyev przeszedł do Neftçi PFK. Zadebiutował w nim 6 lutego 2015 w zremisowanym 0:0 domowym meczu z Simurqiem Zaqatala. W sezonach 2018/2019 i 2019/2020 wywalczył z Neftçi dwa wicemistrzostwa Azerbejdżanu.
Latem 2020 Hacıyev został wypożyczony z Neftçi do Keşlə Baku, w którym swój debiut zaliczył 21 sierpnia 2020 w zwycięskim 1:0 wyjazdowym spotkaniu z Sumqayıtem FK.
| Sezon   | Klub         | Kraj        | Rozgrywki      | Mecze | Gole |
| ------- | ------------ | ----------- | -------------- | ----- | ---- |
| 2008/09 | Bakı FK      | Azerbejdżan | Premyer Liqası | 1     | 0    |
| 2009/10 | Bakı FK      | Azerbejdżan | Premyer Liqası | 3     | 0    |
| 2010/11 | Altay SK     | Turcja      | 1. Lig         | 0     | 0    |
| 2010/11 | Bakı FK      | Azerbejdżan | Premyer Liqası | 1     | 0    |
| 2011/12 | Bakı FK      | Azerbejdżan | Premyer Liqası | 26    | 2    |
| 2012/13 | Bakı FK      | Azerbejdżan | Premyer Liqası | 12    | 0    |
| 2013/14 | Bakı FK      | Azerbejdżan | Premyer Liqası | 2     | 0    |
| 2013/14 | Sumqayıt FK  | Azerbejdżan | Premyer Liqası | 18    | 3    |
| 2014/15 | Gaziantep BB | Turcja      | 1. Lig         | 5     | 0    |
| 2014/15 | Neftçi PFK   | Azerbejdżan | Premyer Liqası | 13    | 0    |
| 2015/16 | Neftçi PFK   | Azerbejdżan | Premyer Liqası | 34    | 3    |
| 2016/17 | Neftçi PFK   | Azerbejdżan | Premyer Liqası | 27    | 3    |
| 2017/18 | Neftçi PFK   | Azerbejdżan | Premyer Liqası | 27    | 6    |
| 2018/19 | Neftçi PFK   | Azerbejdżan | Premyer Liqası | 15    | 0    |
| 2019/20 | Neftçi PFK   | Azerbejdżan | Premyer Liqası | 15    | 0    |
| 2020/21 | Keşlə Baku   | Azerbejdżan | Premyer Liqası | 22    | 4    |

## Kariera reprezentacyjna
Hacıyev w swojej karierze grał w młodzieżowych reprezentacjach Azerbejdżanu na szczeblach U-17, U-19 i U-21. reprezentacji Azerbejdżanu zadebiutował 17 listopada 2015 w wygranym 2:1 towarzyskim meczu z Mołdawią, rozegranym w Baku.